# Alexis Lobanov-Rostovski
Le prince Alexis Borissovitch Lobanov-Rostovski (en russe : Алексе́й Бори́сович Лоба́нов-Росто́вский) est un homme d'État russe, né le 30 décembre 1824 et décédé le 30 août 1896. Il est également connu pour avoir publié le Livre généalogique russe en deux volumes.
Il est ministre des Affaires étrangères de 1895 à 1896.

## Biographie
Descendant du prince légendaire varègue Riourik, le prince Lobanov-Rostovski fréquenta tout d'abord le lycée de Tsarskoïe Selo. À l'âge de vingt ans, il entra dans les services diplomatiques et devint ministre russe à Constantinople, en 1859. En 1863, un regrettable incident dans sa vie privée le conduisit à quitter temporairement ses fonctions. Quatre ans plus tard, il reprit son service comme adlatus du ministre de l'Intérieur pendant dix ans.
À la fin de la guerre russo-turque de 1877-1878, le tsar le choisit pour occuper le poste d'ambassadeur à Constantinople. Pendant plus d'un an, il conduisit avec compétence la politique de son gouvernement destinée à rétablir la tranquillité sur la Question d'Orient, après les désordres produits par l'action de son prédécesseur, le comte Ignatiev. En 1879, il fut transféré à l'ambassade de Londres puis, en 1882 à Vienne. En mars 1895, il fut nommé ministre des Affaires étrangères, succédant à Nicolas Karlovitch de Giers.
À ce nouveau poste, il fit preuve de la même prudence que son prédécesseur, mais adopta une politique plus énergique dans les affaires européennes, en particulier dans les Balkans. À l'époque de sa nomination, l'attitude du gouvernement russe envers les minorités slaves avait été très réservée et il avait semblé, comme ambassadeur, approuver cette position. Mais aussitôt après sa nomination comme ministre des Affaires étrangères, l'influence russe dans la péninsule des Balkans fut brusquement réactivée. La Serbie reçut une aide financière ; un important chargement d'armes fut ouvertement envoyé de Saint-Pétersbourg au prince du Monténégro. Ferdinand de Bulgarie se réconcilia ostensiblement avec le tsar de Russie, et son fils Boris fut accueilli dans l'Église orthodoxe d'Orient. L'ambassade russe à Constantinople s'efforça de réconcilier l'Exarchat bulgare et le patriarche œcuménique. À la demande de la Russie, Serbes et Bulgares mirent de côté leur hostilité mutuelle. Tout ceci semblait présager la formation d'une confédération balkanique hostile à la Turquie, et le sultan avait quelques motifs d'inquiétude.
En réalité, le prince Lobanov tentait d'établir une solide hégémonie russe parmi ces nationalités, mais il n'avait pas la moindre intention de provoquer une nouvelle crise autour de la Question d'Orient tant que la situation générale en Europe ne fournirait pas à la Russie l'occasion de la résoudre à son avantage sans intervention des autres puissances. Il pensait en outre que l'intégrité et l'indépendance de l'Empire ottoman devaient être assurées dans la mesure où les autres puissances étaient concernées. Dans le même temps, il s'efforça d'affaiblir la Triple Alliance en privilégiant l'entente avec la France, que le prince Lobanov essaya de transformer en une alliance militaire formelle entre les deux puissances.
Il ne fut pas moins actif en Asie orientale, et devint le protecteur de la Chine, de même qu'il s'était montré le protecteur de la Turquie. Le Japon fut contraint de renoncer à ses conquêtes en Chine du Nord-Est, de façon qu'il n'interfère pas avec les futures actions de Saint-Pétersbourg en Mandchourie. Il apporta un vigoureux soutien aux arrangements financiers et politiques destinées à renforcer l'influence russe dans cette partie du monde. Cette activité, ainsi que son ton hautain envers les gouvernements et diplomates étrangers, ne suscitèrent guère d'inquiétude, parce que l'on pensait généralement qu'il désirait maintenir la paix et que ses capacités et sa force de caractère lui permettraient de contrôler les forces dangereuses qu'il avait hardiment mises en mouvement. Mais avant que ses dispositions n'aient eu le temps de mûrir, il mourut soudainement d'une crise cardiaque au cours d'un voyage en compagnie du tsar, le 30 août 1896.
Le prince Lobanov-Rostovski était un grand aristocrate russe, fier de descendre des princes indépendants de Rostov, mais aussi un homme aimable, d'une grande culture, très versé dans l'histoire russe et la généalogie. Il faisait autorité à son époque pour tout ce qui concerne le règne du tsar Paul Ier de Russie (1754-1801)